# Escudo de San Miguel de Tucumán
El 14 de octubre de 1898 el Honorable Concejo Deliberante ordenó sacar a concurso el modelo para el escudo de la ciudad de San Miguel de Tucumán, que usaba hasta el momento el escudo nacional. Se instituyó como premio una medalla de oro y un diploma; el 10 de noviembre se habían presentado 21 proyectos. El 7 de diciembre el Honorable Concejo sancionaba como Escudo de la ciudad de Tucumán el presentado bajo el lema "Labor Honesta", de Paulino Rodríguez Marquina. 
Dice la Ordenanza:

El Escudo de Armas de la ciudad de Tucumán será: cuadrilongo, redondeado por sus dos ángulos inferiores y terminado en punta en su base. Su campo será de plata, ocupando su centro la Casa de la Independencia, sin tocar la bordura. Su bordura será azul, con la inscripción "9 de julio de 1816 en la parte superior y 13 estrellas distribuidas entre la diestra y la siniestra y la punta. La Inscripción y estrellas son de oro. Orlarán el todo, dos ramos de laurel, en cuya unión inferior, o sea la punta del escudo, un lazo con los colores nacionales (azur y blanco) ostentará la divisa "SEMPER PRIMA" (en español: Siempre Primero). Coronará el escudo un sol esplendente.

- Datos: Q5838269